# 엔도글리코시데이스
엔도글리코시데이스(영어: endoglycosidase)는 당단백질 또는 당지질로부터 올리고당을 방출시키는 효소이다. 공액된 단백질과 지질 분자로부터 올리고당을 방출하는 것이 더 일반적이지만 말단 잔기가 아닌 잔기들 사이에서 다당류 사슬을 절단할 수도 있다.
엔도글리코시데이스는 중합체의 두 당 단량체 사이의 글리코사이드 결합을 끊는다. 엔도글리코시데이스는 말단 잔기에 작용하지 않는다는 점에서 엑소글리코시데이스와 다르다. 따라서 엔도글리코시데이스는 공액된 분자에서 긴 탄수화물을 방출하는 데 사용된다. 엑소글리코시데이스를 사용하면 중합체의 모든 단량체를 사슬에서 하나씩 제거해야 하르모 시간이 오래 걸린다. 엔도글리코시데이스가 작용하여 고분자 생성물을 생성할 수 있다.
단백질-x1-x2-x3-x4-x5-x6-x7-x8-x9-x10-x11-...-xn

## 메커니즘 개관
| 엔도글리코시데이스      | 글리코사이드         | 가수분해되는 결합 |
| ----------------------- | -------------------- | ----------------- |
| 엔도글리코시데이스 D    |                      |                   |
| 엔도글리코시데이스 F    | Glc-Nac              | Glc // Nac        |
| 엔도글리코시데이스 F1   |                      |                   |
| 엔도글리코시데이스 F2   | Glc-Nac              | Glc // Nac        |
| 엔도글리코시데이스 H    | 다이아세틸키토비오스 | Nac // 아스파라긴 |
| Nac: N-아세틸글루코사민 |                      |                   |

메커니즘은 두 가지 중요한 분자(양성자 공여체(대부분 산)과 친핵체(대부분 염기))를 필요로 하는 효소 가수분해이다. 엔도글리코시데이스의 메커니즘에는 두 가지 형태가 있다. 하나는 아노머 탄소에서 입체화학적 유지를 만드는 글리코사이드 산소의 산촉매된 양성자화이며, 다른 하나는 입체화학적 역전을 생성하는 염기 잔기에 의해 활성화된 물 분자의 동시 공격과 함께 글리코사이드 산소의 산 촉매 양성자화이다.
두 메커니즘 모두 양성자 공여체와 글리코사이드 산소 사이에 동일한 거리를 나타내어 수소 결합을 위해 글리코사이드 산소에 충분히 가까이 양성자 공여체를 위치시킨다. 두 메커니즘의 차이가 나타나는 것은 친핵체와 아노머 탄소 사이의 거리이다. 역전 메커니즘은 물 분자를 위한 충분한 공간을 수용해야 하기 때문에 친핵체는 아노머 탄소로부터 더 멀리 위치한다. 유지 메커니즘에서 이 거리는 5.5~7 Å에 불과하지만 역전 메커니즘에서는 9~10 Å으로 증가한다. 또한 역전 메커니즘은 옥소카베늄 이온 유사 전이 상태를 포함하는 단일 변위 메커니즘을 통해 진행되는 것으로 밝혀졌다. 두 카복실기 사이의 유지 메커니즘의 근접성으로 인해 공유결합성 글리코실-효소 중간생성물을 생성하는 이중 치환 메커니즘을 거친다.
엑소글리코시데이스는 xn에서 시작하여 말단으로부터 각 탄수화물 단량체(x)를 하나씩 제거하는 반면, 엔도글리코시데이스는 모든 글리코사이드 결합(-)에서 절단할 수 있으며, 특정 탄수화물을 특정 단백질에 연결하는 '올리고당 연결'이라는 서명 후에 절단될 수 있다.

## 활용 및 잠재적 용도
돌연변이를 일으키는 엔도글리코시데이스의 사용에서 큰 가능성이 나타났다. 이 새로운 돌연변이 효소는 적절한 화합물에 노출되었을 때 올리고당 합성을 겪을 것이며, 새로 형성된 중합체 사슬을 가수분해하지 않을 것이다. 올리고당은 치료제로 사용할 수 있는 잠재력이 매우 크기 때문에 이것은 매우 유용한 도구이다. 예를 들어 글로보헥사오실세라마이드(globo H)는 유방, 전립샘 및 난소에서 암과 관련된 악성 세포 변형을 나타낸다.
엔도글리코시데이스는 또한 관절염 및 전신 홍반 루푸스와 같은 자가면역 질환과 싸우는 데 잠재적으로 적용될 수 있다. 2008년에 한 연구팀은 엔도글리코시데이스 S를 주입하면 "생체 내에서 Ig G 관련 당 도메인을 효율적으로 제거하고 다양한 자가면역 모델에서 자가항체 매개 전염증(前炎症) 과정을 방해한다"는 사실을 입증했다. 분명히 엔도글리코시데이스의 조작과 돌연변이는 신체의 다양한 질병과 싸울 수 있게 하는 큰 가능성을 가지고 있다.

## 같이 보기
- 엑소글리코시데이스
- N-결합 글리코실화
- O-결합 글리코실화

## 더 읽을거리
- Noriko Takahashi, Takashi Muramatsu (16 June 1992), Handbook of Endoglycosidases and Glycoamidases, 1st Edition, CRC Press  ISBN 978-0849336188